# U 766
U 766 war ein deutsches U-Boot, das in der letzten Phase des U-Boot-Krieges zum Einsatz kam. Es diente zusammen mit U 471, U 510 und U 2518 noch bis in die 1960er Jahre in der französischen Marine.

## Boot
U 766 wurde am 15. August 1940 bei der Kriegsmarinewerft Wilhelmshaven, zusammen mit U 763, U 764, U 765, U 767 und U 768, in Auftrag gegeben. Die Kiellegung war am 1. März 1941 unter der Bezeichnung „Neubau 149“, der Stapellauf erfolgte am 29. Mai 1943. Die Indienststellung erfolgte am 30. Juli 1943 unter Oberleutnant zur See Hans-Dietrich Willke. Das Boot führte neben dem Wappen der 6. U-Flottille auch eigene Turmembleme: Die rote Laterne (von St. Pauli) auf einem aufgenieteten Schild, ein abgeschossenes Flugzeug mit dem Datum 16. August 1944 sowie ein grünes vierblättriges Kleeblatt.

## Einsatzgeschichte
Am 9. März 1944 lief U 766 von Kiel aus und verlegte nach Kristiansand, wo es als Bereitschaftsboot der Gruppe Mitte zugeteilt wurde.
Am 21. März 1944 verlegte das Boot nach Bergen, wo einige Ergänzungen durchgeführt wurden, ehe es in den Nordatlantik in das Gebiet westlich von Irland auslief. Auf der 24 Tage langen Fahrt konnten keine Schiffe versenkt oder beschädigt werden, und am 16. April 1944 lief das Boot in St. Nazaire ein. Dort wurde es der „Gruppe Landwirt“ zugeteilt.
Am 6. Juni 1944 lief das Boot aus St. Nazaire aus, um im Ärmelkanal bei der Bekämpfung der alliierten Invasionsflotte mitzuwirken. Auch auf dieser 8 Tage langen Unternehmung konnten keine Schiffe versenkt oder beschädigt werden, bevor das Boot nach St. Nazaire zurückkehrte.
Das Boot verlegte am 26. Juli 1944 von St. Nazaire nach Brest, wo Munition und Proviant übernommen wurde, und ging von dort am 2. August als Teil der „Gruppe Wiesel“ erneut in See. Auch auf dieser nur vier Tage langen Unternehmung in der Biskaya und im Ärmelkanal blieben Versenkungserfolge aus. Am 6. August lief U 766 wieder in Brest ein.
Bereits zwei Tage später, am 8. August, lief U 766 erneut von Brest in die Biskaya aus. Auch diese Unternehmung verlief ohne Versenkungen, aber am 14. August 1944 wurde das Boot von einem kanadischen Wellington Bomber angegriffen, der das Boot schwer beschädigte, dabei aber von dem U-Boot selbst abgeschossen wurde. Nach dem Einlaufen in La Pallice U 766 stellte sich der Schaden als so schwer heraus, dass man entschied, U 766 zur Reparatur außer Dienst zu stellen. Die Besatzung übernahm dann U 382, mit dem sie nach Norwegen verlegten.

## Verbleib
Als die Franzosen nach der Kapitulation des Festungskommandanten von La Pallice im Mai 1945 U 766 erbeuteten, stellten sie es nach der Reparatur 1947 als „Laubie“ In Dienst. Als „Laubie“ fuhr das Boot zusammen mit „Millé“ (ex. U 471), „Roland Morilliot“ (ex. U 2518) und „Bouan“ (ex. U 510) bis in die 1960er Jahre, bevor alle in Q 335 (U 766), Q 339 (U 471), Q 426 (U 2518) und Q 176 (U 510) umbenannt, abgewrackt und verschrottet wurden.